# Sigrun Sæbø Kapsberger
Sigrun Sæbø Kapsberger född 23 november 1942 i Bergen, död 20 juli 2017 samma ort, var en norsk illustratör och målare. 
Kapsberger studerade på Bergen kunsthåndverkskole 1959–1962 och arbetade några år som reklamtecknare  innan hon flyttade till Tyskland för ett års studier vid Werkkunsttschule i Münster.
Hon har illustrerat ett flertal barnböcker och har mottagit Kultur- och kyrkodepartementets priser för barn- och ungdomslitteratur för illustrationerna till Eit hus i stova (1968) och Hos oss (1969) av Ingvald Langemyr, Barna som gikk for å hente våren (1970) av Nils Johan Rud och Laksen Glad (1973)  av Ingvald Svinsaas. Hennes Illustrationer kännetecknas av en färgglad och naivistisk akvarellteknik.
Sigrun Sæbø Kapsberger bodde i stadsdelen Tertnes i Bergen.